# Vladimir Degtjarjov
Vladimir Degtjarjov (russisk: Влади́мир Дмитрие́вич Дегтярёв) (født 18. januar 1916 i Moskva i Det Russiske Kejserrige, død 6. oktober 1974 i Moskva i Sovjetunionen) var en sovjetisk filminstruktør og manuskriptforfatter.

## Filmografi
- Krasa nenagljadnaja (Краса́ ненагля́дная, 1958)[1][2]